# 新札幌車站 (札幌市營地下鐵)
43°2′20.1″N 141°28′26.2″E / 43.038917°N 141.473944°E
新札幌車站（日语：／ Shin-sapporo eki */?）是一位於日本北海道札幌市厚別區厚別中央2条5丁目，隸屬於札幌市交通局的一個地下鐵車站。新札幌車站是札幌市營地下鐵東西線的終點站，車站編號T19，由於距離北海道旅客鐵道（JR北海道）所屬的新札幌車站僅有5分鐘不到的徒步距離，因此也是兩系統間的轉運站之一。
為了作為區別，札幌市營地下鐵所屬的車站使用平假名寫法的站名，與採漢字寫法的JR北海道新札幌車站（新札幌駅）不同。

## 車站構造
1面2線的島式月台。月台寬約15公尺，是札幌市營地下鐵的島式月台最寬的。

### 月台配置
| 月台 | 路線   | 目的地           | 備註           |
| ---- | ------ | ---------------- | -------------- |
| 1    | 東西線 | 大通、宮之澤方向 | （主要下車用） |
| 2    | 東西線 | 大通、宮之澤方向 | （主要乘車用） |

## 相鄰車站
札幌市營地下鐵
 東西線
雲雀之丘（T18）－新札幌（T19）